# Ray Donovan
Ray Donovan je americký kriminální televizní seriál scenáristky Ann Biderman. Premiérově byl vysílán stanicí Showtime. První řada seriálu měla premiéru 30. června 2013, přičemž pilotní díl zlomil na Showtimu rekordy ve sledovanosti. Druhá řada měla premiéru o rok později 13. července 2014 a třetí 12. července 2015. V srpnu 2015 oznámila stanice Showtime, že seriál získal čtvrtou řadu, která bude mít premiéru 26. června 2016 a 11. srpna 2016, že seriál získal pátou řadu premiérově vysílanou od 6. srpna 2017.
Dne 4. února 2020 byl seriál stanicí Showtime po sedmi řadách zrušen. Zrušení seriálu nebylo doprovázeno žádným varováním a tak nechalo mnoho fanoušků a showrunnera seriálu, Davida Hollandera, v šoku. Finální řadou měla být řada osmá, pro kterou měl Hollander vymyšlený příběh.

## Příběh
Seriál se odehrává v Los Angeles (1.–5. řada) a v New Yorku (6.–7. řada), ve kterých Ray Donovan pracuje pro mocnou advokátní kancelář Goldman & Drexler, která zastupuje bohaté a slavné osobnosti. Donovan je „prostředníkem“, takže dělá vše proto, aby je jejich klient žádným způsobem nepodrazil. Uplácí, vyhrožuje nebo zabíjí. Jako každý jiný je však Ray oddán své rodině. Zvrat nastává, když je jeho hrozivý otec Mickey Donovan nečekaně propuštěn z vězení. Nato začne mít vážné problémy, protože po něm a jeho společnících jde FBI.

## Obsazení
- Liev Schreiber jako Raymond „Ray“ Donovan
- Paula Malcomson jako Abby Donovan: Rayova žena. (1.–5. řada)
- Eddie Marsan jako Terrence „Terry“ Donovan: Rayův starší bratr. Bývalý boxer s Parkinsonovou nemocí.
- Dash Mihok jako Brendan „Bunchy“ Donovan: Rayův mladší bratr, který je sexuálním anorektikem.
- Pooch Hall jako Daryll Donovan: Rayův mladší nevlastní bratr. Je profesionálním boxerem, byl trénován Terrym, a řidičem limuzín.
- Steven Bauer jako Avi Rudin: Rayova pravá ruka. Bývalý voják IOS a bývalý agent Mosadu. (1.–5. řada)
- Katherine Moennig jako Lena Burnham: Rayova investigativní asistentka.
- Kerris Dorsey jako Bridget Donovan: Rayova dcera.
- Devon Bagby jako Conor Donovan: Rayův syn. (1.–6. řada)
- Jon Voight jako Michael „Mickey“ Donovan: Rayův otec.
- Susan Sarandon jako Samantha „Sam“ Winslow: Rayova nová šéfová. (5. řada vedlejší; 6. řada hlavní)
- Graham Rogers jako Jacob „Smitty“ Smith: původně přítel a nyní manžel Bridget. (5. řada vedlejší; 6.–7. řada hlavní)

## Vysílání
| Řada | Díly | Premiéra v USA     | Premiéra v USA | Premiéra v ČR (HBO) | Premiéra v ČR (HBO) | Premiéra v ČR (Nova Action) | Premiéra v ČR (Nova Action) |
| Řada | Díly | První díl          | Poslední díl   | První díl           | Poslední díl        | První díl                   | Poslední díl                |
| ---- | ---- | ------------------ | -------------- | ------------------- | ------------------- | --------------------------- | --------------------------- |
| 1    | 12   | 30. června 2013    | 22. září 2013  | 30. června 2014     | 15. září 2014       | 21. prosince 2014           | 31. prosince 2014           |
| 2    | 12   | 13. července 2014  | 28. září 2014  | 22. září 2014       | 8. prosince 2014    | 26. června 2016             | 7. srpna 2016               |
| 3    | 12   | 12. července 2015  | 17. září 2015  | 7. září 2015        | 23. listopadu 2015  | 7. srpna 2016               | 18. září 2016               |
| 4    | 12   | 26. června 2016    | 18. září 2016  | 7. srpna 2016       | 23. října 2016      | 25. června 2017             | 6. července 2017            |
| 5    | 12   | 6. srpna 2017      | 29. října 2017 | 20. srpna 2017      | 12. listopadu 2017  | 12. září 2019               | 23. září 2019               |
| 6    | 12   | 28. října 2018     | 13. ledna 2019 | 23. listopadu 2018  | 1. února 2019       | 24. září 2019               | 5. října 2019               |
| 7    | 10   | 17. listopadu 2019 | 19. ledna 2020 | 14. ledna 2020      | 17. března 2020     | nebylo vysíláno             | nebylo vysíláno             |